# Copa América de Basquetebol Masculino de 2017
A Copa América de Basquetebol Masculino de 2017 (oficialmente FIBA AmeriCup 2017) foi a décima oitava edição do torneio, que se realizou entre os dias 25 de agosto e 3 de setembro em diferentes sedes, com a primeira fase nas cidades de Medellín (COL), Montevidéu (URU), Bahía Blanca e a fase final em Córdoba (ARG). Pela primeira vez o torneio não serviu como classificatório para o mundial nem para os jogos olímpicos.

## Equipes participantes
- Argentina
- Brasil
- Canadá
- Colômbia
- Estados Unidos
- Ilhas Virgens Americanas
- México
- Panamá
- Porto Rico
- República Dominicana
- Uruguai
- Venezuela

## Sedes
| Medellín Montevideo Bahía Blanca CórdobaCopa América de Basquetebol Masculino de 2017 (América do Sul) |                          |
| Medellín                                                                                               | Córdoba                  |
| Coliseo Iván de Bedout                                                                                 | Orfeo Superdomo          |
| Capacidade: 6.000                                                                                      | Capacidade: 14.000       |
| |                          |
| Montevideo                                                                                             | Bahía Blanca             |
| Palacio Contador Gastón Guelfi                                                                         | Estadio Osvaldo Casanova |
| Capacidade:4.700                                                                                       | Capacidade: 3.950        |

## Grupos
O sorteio dos grupos da primeira fase foi realizado em Buenos Aires no dia 20 de abril e transmitido na internet pelo site da federação.

### Grupo A
| Rk | Seleção    | J | V | D | PF  | PD  | SP  | Pts |
| -- | ---------- | - | - | - | --- | --- | --- | --- |
| 1  | México     | 3 | 3 | 0 | 250 | 212 | 38  | 6   |
| 2  | Porto Rico | 3 | 2 | 1 | 246 | 221 | 25  | 5   |
| 3  | Brasil     | 3 | 1 | 2 | 232 | 262 | -30 | 4   |
| 4  | Colômbia   | 3 | 0 | 3 | 216 | 249 | -33 | 3   |

| 25 de agosto 17:30 | Relatório | Porto Rico                                           | 66–69 | México                                                |  | Coliseo Iván de Bedout, Medellín Árbitros: ARG J. Fernandez URU A. Bartel CUB J. Cabrera |  |
| 25 de agosto 17:30 | Relatório | Placar por quarto: 15-12, 16-27, 20-16, 15-14        |       |                                                       |  | Coliseo Iván de Bedout, Medellín Árbitros: ARG J. Fernandez URU A. Bartel CUB J. Cabrera |  |
| 25 de agosto 17:30 | Relatório | Pts: M. Rosário 14 Rbts: J. Díaz 10 Asts: A. Abreu 6 |       | Pts: A.Perez 24 Rbts: H. Hernández 7 Asts: G. Giron 4 |  | Coliseo Iván de Bedout, Medellín Árbitros: ARG J. Fernandez URU A. Bartel CUB J. Cabrera |  |

| 25 de Agosto 20:30 | Relatório | Brasil                                            | 76–74 | Colômbia                                             |  | Coliseo Iván de Bedout, Medellín Árbitros: URU A. Sanchez EUA M. Myers ECU C. Peralta |  |
| 25 de Agosto 20:30 | Relatório | Placar por quarto: 20-17, 16-16, 14-15, 26-26     |       |                                                      |  | Coliseo Iván de Bedout, Medellín Árbitros: URU A. Sanchez EUA M. Myers ECU C. Peralta |  |
| 25 de Agosto 20:30 | Relatório | Pts: L. Meindl 19 Rbts: Caboclo 11 Asts: Fúlvio 6 |       | Pts: J. Tello 17 Rbts: B. Angola 11 Asts: J. Tello 3 |  | Coliseo Iván de Bedout, Medellín Árbitros: URU A. Sanchez EUA M. Myers ECU C. Peralta |  |

| 26 de agosto 17:30 | Relatório | México                                           | 99–76 | Brasil                                         |  | Coliseo Iván de Bedout, Medellín Árbitros: URU A. Sanchez URU A.Bartel ECU C. Peralta |  |
| 26 de agosto 17:30 | Relatório | Placar por quarto: 22-19, 19-14, 30-23, 28-20    |       |                                                |  | Coliseo Iván de Bedout, Medellín Árbitros: URU A. Sanchez URU A.Bartel ECU C. Peralta |  |
| 26 de agosto 17:30 | Relatório | Pts: L. Mata 17 Rbts: L. Mata 7 Asts: A. Perez 7 |       | Pts: Meindl 19 Rbts: JP Batista Asts: Fúlvio 7 |  | Coliseo Iván de Bedout, Medellín Árbitros: URU A. Sanchez URU A.Bartel ECU C. Peralta |  |

| 26 de agosto 18:00 | Relatório | Colômbia                                             | 72–91 | Porto Rico                                             |  | Coliseo Iván de Bedout, Medellín Árbitros: ARG J. Fernandez EUA M. Myers URU R. Pereira |  |
| 26 de agosto 18:00 | Relatório | Placar por quarto: 26-26, 10-21, 14-23, 22-21        |       |                                                        |  | Coliseo Iván de Bedout, Medellín Árbitros: ARG J. Fernandez EUA M. Myers URU R. Pereira |  |
| 26 de agosto 18:00 | Relatório | Pts: M. Jackson 20 Rbts: J. Tello 7 Asts: J. Tello 4 |       | Pts: C. Rivera 15 Rbts: E. Andujar 7 Asts: C. Rivera 4 |  | Coliseo Iván de Bedout, Medellín Árbitros: ARG J. Fernandez EUA M. Myers URU R. Pereira |  |

| 27 de agosto 17:30 | Relatório | Brasil                                        | 80–89 | Porto Rico                                               |  | Coliseo Iván de Bedout, Medellín Árbitros: URU A. Sanchez ECU C. Peralta URU R. Pereira |  |
| 27 de agosto 17:30 | Relatório | Placar por quarto: 14-18, 17-17, 23-27, 26-27 |       |                                                          |  | Coliseo Iván de Bedout, Medellín Árbitros: URU A. Sanchez ECU C. Peralta URU R. Pereira |  |
| 27 de agosto 17:30 | Relatório | Pts: Meindl 17 Rbts: Meindl 6 Asts: Fúlvio 8  |       | Pts: A. Rodriguez 23 Rbts: E. Andujar 7 Asts: A. Abreu 3 |  | Coliseo Iván de Bedout, Medellín Árbitros: URU A. Sanchez ECU C. Peralta URU R. Pereira |  |

| 27 de agosto 20:00 | Relatório | México                                                    | 82–70 | Colômbia                                                  |  | Coliseo Iván de Bedout, Medellín |  |
| 27 de agosto 20:00 | Relatório | Placar por quarto: 17-15, 21-22, 22-21, 22-12             |       |                                                           |  | Coliseo Iván de Bedout, Medellín |  |
| 27 de agosto 20:00 | Relatório | Pts: J. Gutierrez 24 Rbts: L. Mata 7 Asts: J. Gutierrez 5 |       | Pts: M. Jackson 13 Rbts: H. Mosquera 7 Asts: H. Atencia 9 |  | Coliseo Iván de Bedout, Medellín |  |

### Grupo B
| Rk | Seleção                  | J | V | D | PF  | PD  | SP  | Pts |
| -- | ------------------------ | - | - | - | --- | --- | --- | --- |
| 1  | Argentina                | 3 | 3 | 0 | 263 | 206 | 57  | 6   |
| 2  | Ilhas Virgens Americanas | 3 | 1 | 2 | 225 | 261 | -36 | 4   |
| 3  | Canadá                   | 3 | 1 | 2 | 232 | 241 | -9  | 4   |
| 4  | Venezuela                | 3 | 1 | 2 | 214 | 226 | -12 | 4   |

| 27 de agosto 14:30 |  | Ilhas Virgens Americanas | 83–71 | Canadá |  | Estadio Osvaldo Casanova, Bahía Blanca |  |

| 27 de agosto 18:00 |  | Argentina | 67–62 | Venezuela |  | Estadio Osvaldo Casanova, Bahía Blanca |  |

| 28 de agosto 14:30 |  | Canadá | 86–92 | Argentina |  | Estadio Osvaldo Casanova, Bahía Blanca |  |

| 28 de agosto 18:00 |  | Venezuela | 86–84 | Ilhas Virgens Americanas |  | Estadio Osvaldo Casanova, Bahía Blanca |  |

| 29 de agosto 12:00 |  | Venezuela | 66–75 | Canadá |  | Estadio Osvaldo Casanova, Bahía Blanca |  |

| 29 de agosto 18:00 |  | Ilhas Virgens Americanas | 58–104 | Argentina |  | Estadio Osvaldo Casanova, Bahía Blanca |  |

### Grupo C
| Rk | Seleção              | J | V | D | PF  | PD  | SP  | Pts |
| -- | -------------------- | - | - | - | --- | --- | --- | --- |
| 1  | Estados Unidos       | 3 | 3 | 0 | 243 | 178 | 65  | 6   |
| 2  | Uruguai              | 3 | 2 | 1 | 211 | 199 | 12  | 5   |
| 3  | República Dominicana | 3 | 1 | 2 | 199 | 202 | -3  | 4   |
| 4  | Panamá               | 3 | 0 | 3 | 188 | 262 | -74 | 3   |

| 28 de agosto 12:00 | Relatório | Estados Unidos | 97–56 | Panamá |  | Palacio Contador Gastón Guelfi, Montevideo |  |

| 28 de agosto 18:00 | Relatório | República Dominicana | 57–66 | Uruguai |  | Palacio Contador Gastón Guelfi, Montevideo |  |

| 29 de agosto 14:30 | Relatório | Panamá | 64–86 | República Dominicana |  | Palacio Contador Gastón Guelfi, Montevideo |  |

| 29 de agosto 20:30 |  | Uruguai | 66–74 | Estados Unidos |  | Palacio Contador Gastón Guelfi, Montevideo |  |

| 30 de agosto 14:30 |  | República Dominicana | 56–72 | Estados Unidos |  | Palacio Contador Gastón Guelfi, Montevideo |  |

| 30 de agosto 18:00 |  | Panamá | 68–79 | Uruguai |  | Palacio Contador Gastón Guelfi, Montevideo |  |